# Maurits Sabbe (theoloog)
Maurits Sabbe (Tielt, 18 augustus 1924 - Leuven, 15 juni 2004) was een Vlaams rooms-katholiek geestelijke en theoloog.
Hij studeerde aan het Leo XIII Seminarie te Leuven, het Grootseminarie te Brugge en de Faculteit Godgeleerdheid te Leuven en werd priester gewijd te Brugge op 4 maart 1950. Aan de Katholieke Universiteit Leuven werd hij licentiaat in de filosofie en in de Bijbelse filologie. In 1953 werd doctor in de godgeleerdheid met het proefschrift De apologieën van Paulus te Jeruzalem en te Caesarea onder promotor Lucien Cerfaux. Datzelfde jaar werd hij benoemd tot professor exegese aan het grootseminarie van Brugge. In 1963 werd hij benoemd tot erekanunnik van de Sint-Salvatorskapittel in Brugge. In 1966 werd hij deeltijds benoemd aan het Hoger Instituut voor Godsdienstwetenschappen te Leuven. 
Als professor te Brugge introduceerde hij een vernieuwde historische en literaire benadering van de bijbel. Als bibliothecaris slaagde hij erin de heel belangrijke bibliotheek van het bisdom (bisschoppen H J Van Susteren en  J.B. Malou) te integreren  in die van het Grootseminarie (Duinenabdij) – een vereniging van zeven eeuwen boekenschatten – en het geheel te reorganiseren, te moderniseren en het geheel toegankelijk te maken.  
In 1967 werd hij hoogleraar aan de faculteit theologie van de KU Leuven. Datzelfde jaar volgde hij Jozef Coppens op als president van het Paus Adrianus VI-college. In 1968 richtte hij samen met Frans Neirynck de Vlaamse Bijbelstichting op. Hij was moderator van de studenten uit de licenties in de morele en religieuze wetenschappen. In 1970 werd hij gewoon hoogleraar. Hij was de drijvende kracht achter de oprichting van de bibliotheek van de faculteit Godgeleerdheid, waarvan het gebouw in de De Bériotstraat naast de Pieter De Someraula werd ingewijd op 16 oktober 1974. Hij bracht een aanzienlijk boekenfonds (ruim 800.000 banden, 5.000 tijdschriften) samen met buiten eigen werken de theologische collecties van de Vlaamse Jezuïeten, het Grootseminarie te Mechelen, de Oblaten, de Redemptoristen en de Minderbroeders, het fonds van het Iers en het Amerikaans  college en enkele professorenbibliotheken.  De bibliotheek werd in 2004 hernoemd tot Maurits Sabbebibliotheek en is uitgegroeid tot een internationaal researchcentrum en een uitzonderlijk patrimonium.  
Als president (1967-1989) realiseerde hij de restauratie van het Pauscollege. Als voorzitter studentenaangelegenheden van de universiteit  (1982-1985) wist hij de grote studentenmensa te moderniseren en het 19-eeuwse  Van Dalecollege te restaureren. 
Maurits Sabbe was ook de stichter van een beurzenfonds voor Nederlandstalige en Engelstalige studenten. Samen met Frans Neirynck bouwde hij ook een Engelstalige afdeling binnen de theologiefaculteit uit.
Op 1 oktober 1989 ging hij met emeritaat. 